# ناو کلاس چاپیو
کروزر کلاس چاپیو (به انگلیسی: Chapayev-class cruiser) یک کلاس از کشتی است که طول آن ۲۰۱ متر (۶۵۹ فوت) می‌باشد.